# Sauce hollandaise
La sauce hollandaise est une suspension émulsionnée chaude de jus de citron ou de vinaigre et de beurre, quelquefois clarifié, dans laquelle le jaune d'œuf sert à former les solides suspendus (coagulation des protéines) et apporte des composés émulsifiants. C’est la dénaturation des protéines stabilisantes.

## Histoire
La sauce fut inventée sous le règne de Louis XIV. Son nom fut donné en hommage à la victoire française de la  guerre de Hollande (1672-1678),.

## Dérivées
La sauce hollandaise est une sauce mère dont sont dérivées plusieurs sauces :
- la sauce maltaise dans laquelle on remplace (ou l'on ajoute, suivant les versions) le citron par une réduction de jus d'orange, sanguine ou maltaise, ainsi que des zestes blanchis[4]. Cette sauce est souvent utilisée pour accompagner des asperges[5],[6] ;
- la sauce moutarde, mêlant sauce hollandaise et moutarde de Dijon ;
- la sauce mousseline, mêlant sauce hollandaise et crème fouettée ;
- la sauce mikado, mêlant sauce hollandaise et jus de mandarine réduit ;
- la sauce béarnaise avec l'ajout d'estragon ou de cerfeuil.